# Sigered (roi d'Essex)
Pour les articles homonymes, voir Sigered.
Sigered (fl. 798 ? – 823) est l'un des derniers rois indépendants du royaume d'Essex, dans le sud-est de l'Angleterre.

## Ascendance
La généalogie des rois d'Essex est connue grâce à trois listes retraçant l'ascendance des rois Offa, Swithred et Sigered, préservées dans un manuscrit rédigé au Wessex durant la seconde moitié du IXe siècle. Selon ce manuscrit, conservé à la British Library sous la cote Add. 23211, Sigered est le fils de Sigeric, lointain descendant de Sledd, le premier roi d'Essex :

« Item de Regibus Orientalium Seoxo[num]
Sigered Sigericing; Sigeric Selereding; Selered Sigeberhting; Sigeberht Sigeb[ald]ing; Sigebald Seleferðing; Seleferð Sigeferðing; Sigeferð Seaxing; Seaxa Sledding; ðonan forð […] »

Il s'agit d'une branche cadette de la maison royale d'Essex : jusqu'au milieu du VIIIe siècle, les rois connus descendent tous d'un autre fils de Sledd nommé Sæberht. Selered (mort en 746 selon la Chronique anglo-saxonne), le grand-père de Sigered, est le premier roi issu de ce Seaxa, frère de Sæberht.
Le texte F de la Chronique anglo-saxonne indique qu'en 798, Sigeric part pour Rome. Il est possible que Sigered lui ait succédé à cette date.

## Sous suzeraineté mercienne
Au début du IXe siècle, le royaume d'Essex est soumis à la suzeraineté de la Mercie, royaume centré sur les Midlands qui est, sous les rois Offa et Cenwulf, la puissance dominante en Angleterre. Sigered apparaît ainsi sur deux chartes, du roi Cenwulf datées de 811 avec le titre « rex », roi. Cependant, il n'est plus que « subregulus », sous-roi, dans une charte de 812, ainsi que dans une charte de 823 du successeur de Cenwulf, Ceolwulf. Cette chute rapide rappelle le sort des rois des Hwicce ou du Sussex, eux aussi soumis à la Mercie.
Un « Sigered dux » apparaît également dans plusieurs chartes de Cenwulf et de ses successeurs Ceolwulf, Beornwulf et Wiglaf, mais il ne s'agit peut-être pas de l'ancien roi d'Essex, étant donné que la charte S 187 mentionnée plus haut est signée à la fois par « Sigered subregulus » et par « Sigered dux », qui seraient donc deux individus distincts.

## Fin de règne
Après la mort de Cenwulf en 821, l'équilibre des pouvoirs en Angleterre est redéfini en faveur du Wessex. En 825, lors de la bataille d'Ellendun, le roi Beornwulf de Mercie est vaincu par Ecgberht de Wessex. La Chronique anglo-saxonne indique qu'à la suite de cette bataille, les royaumes du sud-ouest de l'Angleterre, c'est-à-dire le Kent, le Surrey, le Sussex et l'Essex, se soumettent au vainqueur. Ils forment un sous-royaume du Wessex gouverné par le fils d'Ecgberht, Æthelwulf.
Cela n'est pas certain, mais il semble que Sigered ait été chassé par Ecgberht, soit directement après la bataille, soit quelques années plus tard comme l'affirme l'historien du XIIIe siècle Roger de Wendover, qui date l'événement de 828. Néanmoins, Sigered n'est pas le dernier roi d'Essex connu : un dénommé Sigeric, peut-être son fils à en juger par son nom, est mentionné comme « rex orientalium Saxonum » et minister (« serviteur ») du roi Wiglaf de Mercie dans une charte ultérieure (S 1791), datée entre 829 et 837,.